# Лубениці
44°53′ пн. ш. 14°20′ сх. д. / 44.88° пн. ш. 14.33° сх. д.
Лубениці (хорв. Lubenice) — населений пункт у Хорватії, у Приморсько-Горанській жупанії у складі міста Црес.

## Населення
Населення за даними перепису 2011 року становило 12 осіб.
Динаміка чисельності населення поселення:

## Клімат
Середня річна температура становить 14,29 °C, середня максимальна – 27,10 °C, а середня мінімальна – 2,20 °C. Середня річна кількість опадів – 1001 мм.
| Клімат поселення                              | Клімат поселення | Клімат поселення | Клімат поселення | Клімат поселення | Клімат поселення | Клімат поселення | Клімат поселення | Клімат поселення | Клімат поселення | Клімат поселення | Клімат поселення | Клімат поселення | Клімат поселення |
| Показник                                      | Січ.             | Лют.             | Бер.             | Квіт.            | Трав.            | Черв.            | Лип.             | Серп.            | Вер.             | Жовт.            | Лист.            | Груд.            |                  |
| Середній максимум, °C                         | 9,75             | 9,80             | 12,20            | 16,10            | 21,40            | 25,50            | 27,10            | 26,25            | 22,10            | 17,65            | 13,00            | 10,20            |                  |
| Середня температура, °C                       | 5,95             | 6,00             | 8,45             | 12,35            | 17,60            | 21,70            | 24,25            | 23,40            | 19,30            | 14,80            | 10,15            | 7,35             |                  |
| Середній мінімум, °C                          | 2,20             | 2,25             | 4,70             | 8,55             | 13,85            | 17,95            | 21,45            | 20,55            | 16,45            | 11,95            | 7,35             | 4,55             |                  |
| Норма опадів, мм                              | 86               | 70               | 69               | 72               | 64               | 71               | 41               | 66               | 104              | 126              | 130              | 102              |                  |
| Середньомісячна швидкість вітру, м/с          | 3.05             | 3.25             | 3.25             | 3.05             | 2.75             | 2.65             | 2.65             | 2.65             | 2.75             | 3.05             | 3.40             | 3.30             |                  |
| Середньомісячна сонячна радіація, кДж/м²·день | 4584             | 7396             | 10880            | 15498            | 20016            | 21846            | 23202            | 20074            | 14605            | 9419             | 5008             | 3876             |                  |
| --------------------------------------------- | ---------------- | ---------------- | ---------------- | ---------------- | ---------------- | ---------------- | ---------------- | ---------------- | ---------------- | ---------------- | ---------------- | ---------------- | ---------------- |
| Джерело:                                      |                  |                  |                  |                  |                  |                  |                  |                  |                  |                  |                  |                  |                  |